# Romanovka
Romanovka (in russo Романовка?) è un insediamento operaio dell'oblast' di Saratov, in Russia; è il centro amministrativo del distretto Romanovskij.
Il villaggio si trova all'estremità occidentale della regione, a ovest di Saratov.